# Angelo Decembrio
Angelo Decembrio (1415 – dopo il 1467) è stato un umanista, scrittore e politico italiano.
Iniziò la sua carriera a Ferrara, dove arrivò nel 1430. Figlio di Uberto Decembrio, primo traduttore della Repubblica di Platone, e trascurato dai suoi contemporanei per via del fratello Pier Candido, Angelo è noto soprattutto per i sette libri del dialogo De politiæ litterariæ (1540), che offre un vivido scorcio della vita letteraria presso la corte di Leonello d'Este di Ferrara. Focalizzato sull'illustrazione del comportamento di un letterato presso la corte regia, prende come personae il suo patrono Leonello d'Este, che funge da interrogatore; il grande maestro Guarino veronese, ex tutore di Leonello; l'architetto, teorico e umanista Leon Battista Alberti; il poeta Tito Vespasiano Strozzi. Essi comparano la poesia antica con quella moderna, le opere d'arte, esaminano l'obelisco egiziano presente nella Città del Vaticano in piazza San Pietro, e descrivono la struttura di un'ideale libreria rinascimentale.
Diede anche giudizi netti, su letterati alla Corte di Leonello d'Este, in particolare fu caustico con Ugolino Pisani - autore di uno scherzo carnevalesco erudito, in latino, dal titolo De coquinaria confabulatione, ovvero Repetitio egregii Zanini coqui - asserendo che Ugolino era stultus ed insanusː gli diede il soprannome di Ceropithecus litteratus (una scimmia letterata).
Due esemplari manoscritti della Politia litteraria erano conservati nella Biblioteca vaticana; dal momento che uno fu rubato e andò perduto, venne stampata l'edizione del 1540; l'altro è rimasto in Vaticano.
Dopo la morte improvvisa di Leonello (1450), Angelo cercò patrocinio altrove, spostandosi prima a Barcellona, poi alla corte napoletana di Alfonso V d'Aragona, dove c'era anche suo fratello, e infine ritornò a Barcellona dopo la morte di Alfonso nel 1458, su richiesta di Carlo di Viana. Durante il viaggio di ritorno a Ferrara, fu derubato da uomini che lavoravano per Jacques d'Armagnac, denunciando la sua perdita a Borso d'Este, fratello di Leonello e patrono della cultura umanistica
Nel 1467, gli fu offerta la cattedra di Greco all'Università di Perugia, ma non si sa se l'avesse accettata, dopodiché non ci furono più sue notizie.